# 中庄幫
中庄幫，亦稱中聯集團、中聯會、中聯幫等等，是1990年代由台灣漢移民發展起來的黑幫團體，性質屬於本省角頭，發跡於臺北市中山區「中」一帶，該幫實際成員人數不明，可能有數十人至百人之間。該幫派成員主要活動於臺北市中山區林森北路、錦州街、中原街、長春路和吉林路等地，早期常自稱「臺北市中庄青果聯合批發社」作為掩護，今日則多以「中聯水果企業」為名行事。
正確名稱應是稱為「中庄仔角頭」，源自於牛埔幫份子綽號「空信」張忠信為首的角頭勢力，1990年代間與牛埔幫分裂後自成一派，並在近代企業化後便對外稱為「中聯集團」，為目前臺北市中山區眾多角頭勢力之一。2005年間因張忠信協助主持當代黑道仲裁者「蚊哥」許海清的告別式而多次亮相於媒體受到關注報導，亦成為警方監控的對象。

## 略史
1960年代綽號「空信」的張忠信混跡臺北市大同區「下厝庄」一帶出道，並於1964年年僅十八歲的張忠信，在大同區保安街持武士刀與「廈門幫」份子械鬥，砍傷對方三人便逐步嶄露頭角。
1970年代間，張忠信轉往中山區發展以當地「中」一帶為據點，並在牛埔幫地盤「大屯飯店」從事圍事、賭場、色情等活動崛起，因而被視為牛埔幫的一支，亦使得張忠信逐步建立起自己的角頭勢力，俗稱為「中庄仔」。
1991年間，張忠信與當地牛埔幫角頭因爭奪地盤爆發糾紛，並於林森北路一家舞廳爆發槍戰，事後便藉此自立門戶成為中庄幫老大。
2000年代，中庄幫仿傚日本黑幫將幫派企業化，成立「中聯水果企業」轉型經營營造事業與水果批發業，並對外自稱為「中聯集團」。該幫派成員在臺北市中原街經營「臺北市中庄青果聯合批發社」（中聯水果行）為掩護，做為旗下成員休息、開會和活動的事務所。
2005年，擁有「黑道仲裁者」之稱的艋舺縱貫線老大「蚊哥」許海清逝世，中庄幫藉此與各地黑幫串聯，主導舉辦哀悼儀式並受到媒體關注而廣為人知，引起警方高度關注成為掃蕩重點對象。
2007年，因涉嫌恐嚇藝人楊宗緯與多起暴力討債再度躍上新聞版面引起關注。

## 知名成員
- 「空信」張忠信（1946年生、已婚、育有7名子女） - 早年混跡下厝庄，後在牛埔幫成為角頭，1990年代自立門戶建立中庄幫角頭。

## 參閲
- 臺灣黑幫

## 外部連結
- 組織犯罪防制條例 （页面存档备份，存于）（繁體中文）